# Antikenfestspiele

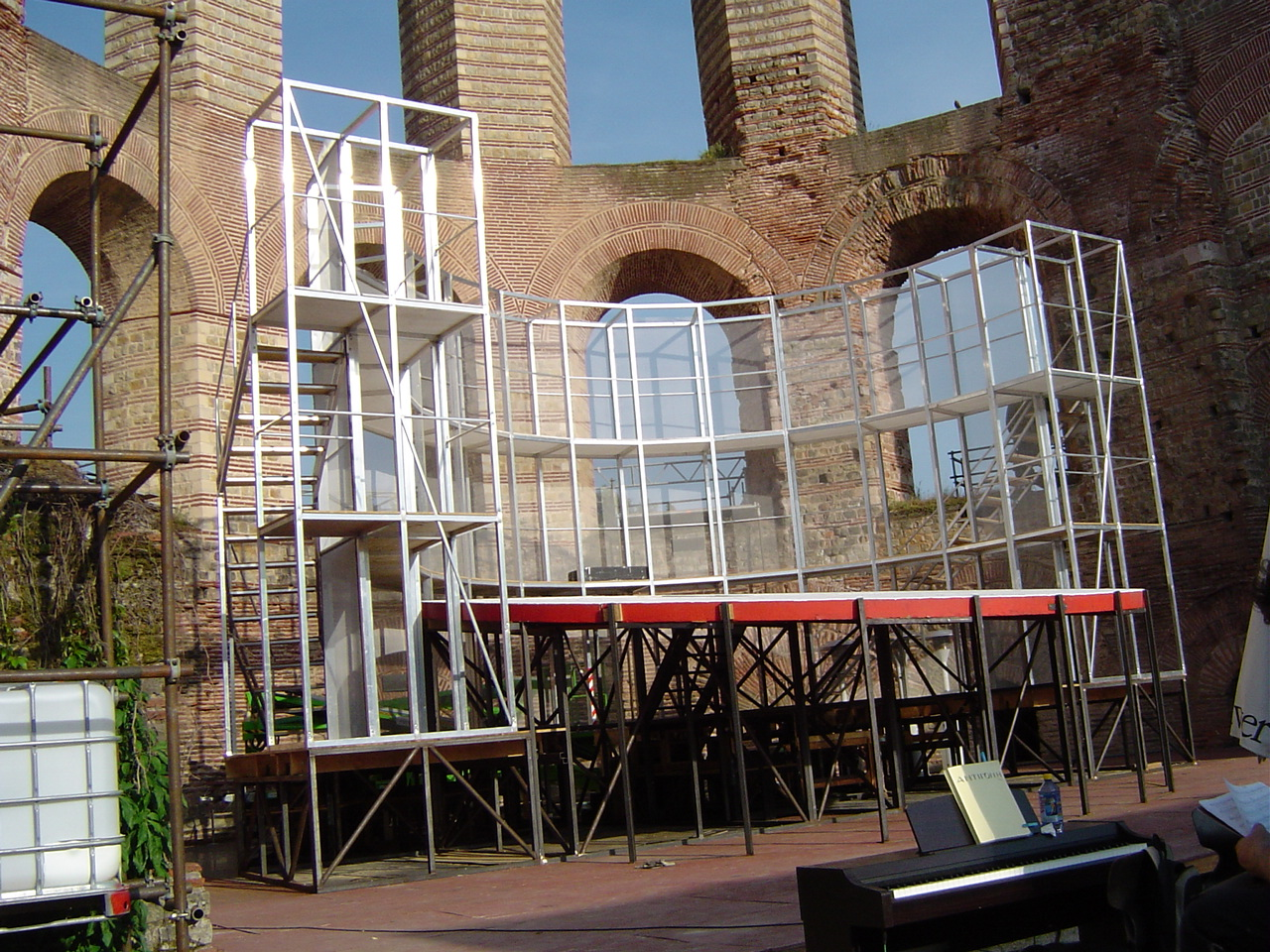
Bühnenaufbau zu „Antigonae“ in den Kaiserthermen

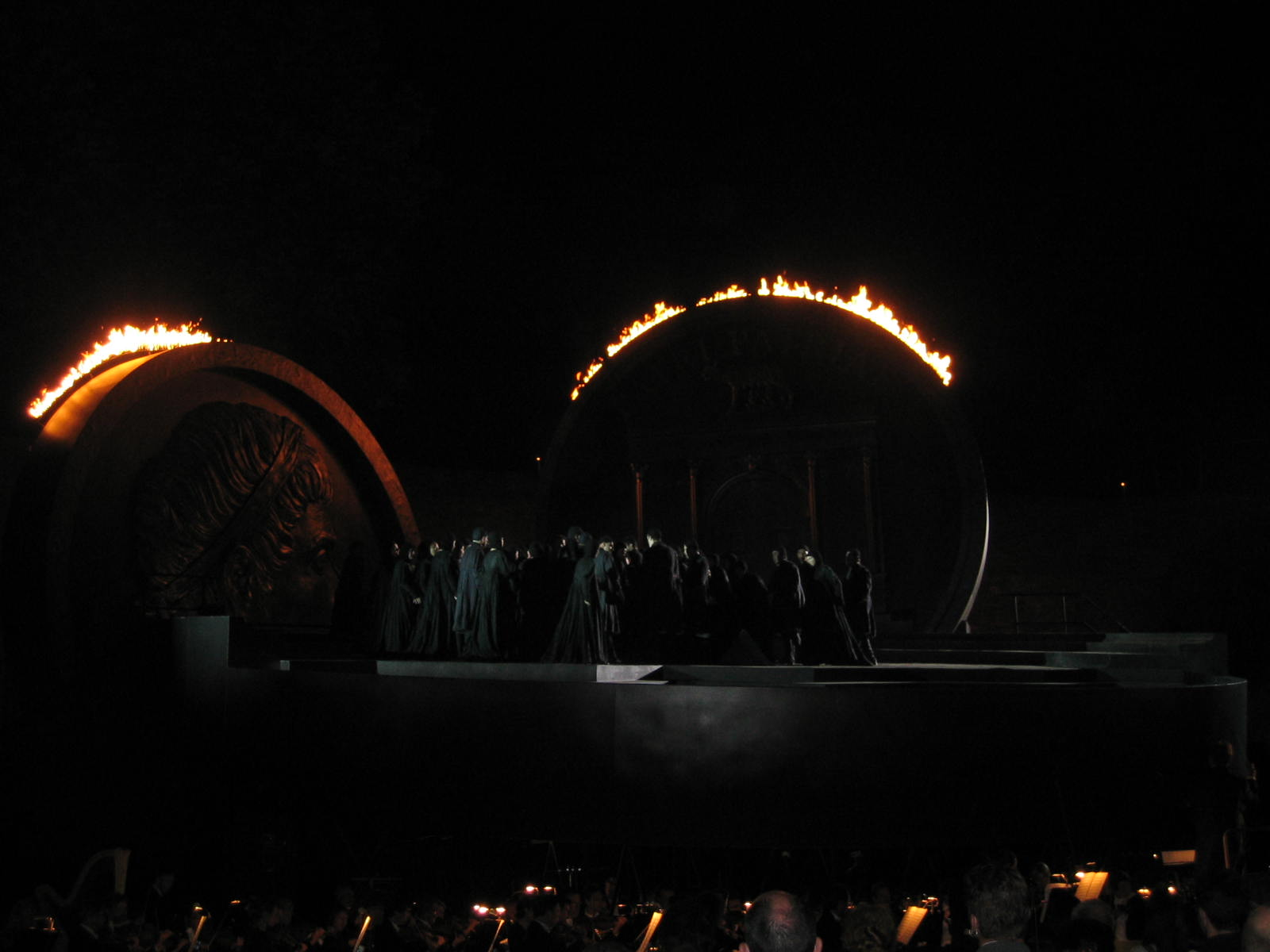
Szene aus „Rienzi“ im Amphitheater Trier

Die Antikenfestspiele in Trier fanden von 1998 bis 2010 statt.

## Geschichte
Das Open-Air-Festival wurde vom damaligen Bürgermeister Jürgen Grabbe sowie dem ehemaligen Intendanten des Trierer Stadttheaters, Heinz Lukas-Kindermann, ins Leben gerufen. Zur Aufführung kamen Werke aus dem Bereich Musiktheater und Schauspiel, deren Inhalt auf antike Stoffe zurückgeht. Die Antikenfestspiele fanden alljährlich im Juni und Juli im Rahmen des Kultursommers Rheinland-Pfalz statt und wurden von einem Antikensymposium der Universität Trier begleitet.
Nachdem die Antikenfestspiele zeitweise als eigene GmbH firmierten, waren sie zuletzt wieder dem Theater Trier angeschlossen. 2009 wurde das Festival von der Stadt aus finanziellen Gründen abgesagt. Während der Zwangspause erarbeitete die Festivalleitung ein neues Konzept. 2010 fand das Festival letztmals statt, dabei ergab sich ein Minus von rund 220.000 Euro. Im November 2010 entschied der Stadtvorstand, die Antikenfestspiele nicht mehr fortzuführen. Die Veranstaltung habe sich trotz hoher künstlerischer Qualität nicht in ausreichendem Maße etablieren können. Für die Stadt Trier sei angesichts ihrer hohen Verschuldung eine weitere Finanzierung nicht zu verantworten.

## Aufgeführte Werke seit 1998
- 1998
  - „Der Maulheld“ – Komödie von Titus Maccius Plautus
  - „Elektra“ – Oper von Richard Strauss
  - „Des Esels Schatten“ – Musikkomödie von Richard Strauss

- 1999
  - „Oedipus Rex“ – Oper von Igor Strawinsky
  - „Antigone“ – Musikalische Tragödie von Arthur Honegger
  - „Amphitryon“ – Komödie von Peter Hacks
  - „Medea“ – Oper von Luigi Cherubini

- 2000
  - „Salome“ – Oper von Richard Strauss
  - „God“ – Komödie von Woody Allen
  - „Die Perser“ – Tragödie von Aischylos

- 2001
  - „L’Orfeo“ – Oper von Claudio Monteverdi
  - „Orpheus in der Unterwelt“ – Operette von Jacques Offenbach
  - „Medea“ – Tragödie von Euripides

- 2002
  - „Norma“ – Oper von Vincenzo Bellini
  - „Orpheus in der Unterwelt“ – Operette von Jacques Offenbach
  - „Elektra“ – Schauspiel-Performance des Teatro Atalaya

- 2003
  - „Rienzi, der Letzte der Tribunen“ Oper von Richard Wagner.
  - „Julius Caesar“ – Drama von William Shakespeare

- 2004
  - „Lysistrata“ – Komödie von Aristophanes
  - „Die schöne Helena“ – Operette von Jacques Offenbach
  - „Antigonae“ – Oper von Carl Orff

Mit der Oper „Antigonae“ gastierten die Antikenfestspiele bei den Orff Festspielen in Andechs.
- 2005
  - „Quo Vadis“ – Musical mit Songs von Konstantin Wecker; Buch und Liedtexte von Gerold Theobalt,
  - „Attila“ – Oper von Giuseppe Verdi

- 2006
  - „Medea“ – Drama von Euripides
  - „Ariadne auf Naxos“ – Oper von Richard Strauss

- 2007
  - „Samson et Dalila“ – Oper von Camille Saint-Saëns
  - „König Ödipus“ – Tragödie von Sophokles

- 2008
  - „Nabucco“ – Oper von Giuseppe Verdi
  - „Antigone“ – Tragödie von Sophokles

- 2009
  - Einjährige Aussetzung

- 2010
  - Nerone – Oper von Arrigo Boito
  - Ödipus/Antigone – Tragödien von Sophokles
  - Die Aeneis – Dramatisierung von Olivier Kemeid (Theaterpädagogisches Projekt)[2]

- 2011
  - Keine Aufführungen[2]

## Künstler
Bei den Antikenfestspielen wirkten regelmäßig renommierte Künstler mit, u. a.:
| - Sir Peter Ustinov († 2004) - Christian Quadflieg - Siegmund Nimsgern - Anja Silja - Hanna Schygulla - Franz Grundheber - René Kollo - Guildo Horn |  | - Kathleen Cassello - John Horton Murray - Nancy Gustafson - Ralf Bauer - Gail Gilmore - Eva Günschmann - Hildegard Behrens - Evelyn Herlitzius |  | - Anja Kampe - Peter Koppelmann - Heike Trinker - Michael Marwitz - Johanna Liebeneiner - Tim Olrik Stöneberg |

## Spielstätten
Die Antikenfestspiele waren ein Open-Air-Festival. Als Spielstätten dienten folgende römische Bauwerke:
- Porta Nigra
- Amphitheater
- Kaiserthermen

Bei schlechter Wetterlage dienten das Stadttheater Trier, die ehemalige Kirche St. Maximin oder die Arena Trier als Ausweichspielstätten.